# Kolonie Borosenko
Die Kolonie Borosenko war eine russlandmennonitische Ansiedlung in der Ukraine.
Die Kolonie wurde 1865 von 120 Familien der Kleinen Gemeinde 30 km nordwestlich von Nikopol gegründet. Ursprünglich kamen diese Familien aus der Kolonie Molotschna sowie der Kolonie Markusland. Von den Alt-Kolonisten wurden sechs Dörfer gegründet: Schöndorf, Nikolaital, Ebenfeld, Felsenbach, Eichengrund und Hochstädt, von denen die größten Nikolajthal und Felsenbach waren. Von der Kleinen Gemeinde wurden Heuboden, Blumenhoff, Annafeld, Steinbach, Rosenfeld und Neuanlage gegründet. Diese Orte wurden zur größten und erfolgreichsten Ansiedlung der Kleinen Gemeinde. Die gesamte Kleine Gemeinde emigrierte 1874 nach Nordamerika. Die Höfe wurden an Siedler aus der Kolonie Chortitza verkauft, teils auch an Russen, Ukrainer oder deutsche Katholiken oder Lutheraner. Während des Bürgerkriegs kam es in Steinbach und Ebenfeld zu Massakern. Viele Bewohner wurden in den 1920er bis 1930er Jahren nach Sibirien deportiert; die Verbliebenen flohen 1943 mit dem Rückzug der deutschen Truppen.
| ursprünglicher Name      | heutiger Name       | ukrainisch          | Gründung |
| ------------------------ | ------------------- | ------------------- | -------- |
| Annafeld                 | Schyschkyne         | Шишкине             | 1865–57  |
| Blumenhof                | Olexandriwka        | Олександрівка       | 1866     |
| Ebenfeld / Jagidnoje     | Uljaniwka           | Улянівка            | 1866     |
| Eichengrund / Petrowka   | Schewtschenkowe     | Шевченкове          | 1869     |
| Felsenbach               | Marynopil           | Маринопіль          | 1866     |
| Heuboden                 | Marjiwka            | Мар'ївка            | 1865     |
| Hochstädt / Neuhochstädt | Olexandropil        | Олександропіль      | 1866     |
| Nikolaithal              | Nowossofijiwka      | Новософіївка        | 1865     |
| Rosenfeld / Ekaterinowka | nicht mehr existent | nicht mehr existent | 1865     |
| Schöndorf / Olgino       | Nowosofijewka       | Новософіївка        | 1865     |
| Steinbach / Kusmitzkoje  | nicht mehr existent | nicht mehr existent | 1865     |